# ヴェルサイユ馬術アカデミー
ヴェルサイユ馬術アカデミー（Académie équestre nationale du Domaine de Versailles)は、フランス、ヴェルサイユの馬術学校である。

## 所在地
見学者入り口は、Place d’Armes, Versailles, France
ヴェルサイユ馬術アカデミーは、ユネスコ世界遺産であるヴェルサイユ宮殿の大厩舎内にある。
アカデミーの正式住所表示は、劇場裏の通り、Avenue Rockefeller, Versailles, France である。

## 沿革
2002年、ヴェルサイユ宮殿は、1984年以来、フランス、パリ郊外において馬術のステージ『ジンガロ』を創作演出しているバルタバスに、大厩舎再生計画を依頼した。

### 劇場の創設
建築家パトリック・ブシャンが、大厩舎中央奥の屋内馬場を劇場に変え、画家ジャンルイ・ソウヴァが劇場内の壁画を、ムラーノガラスを使った劇場のシャンデリアをジャン・ロートレイが担当した。
壁の内側に木組みで枠付けした大きな鏡を配し、シャンデリアを下げ、ヴェルサイユ宮殿の鏡の間に呼応するような空間を創出した。17世紀の重厚な石の建造物内でありながら、剥き出しの木やクロッキー調の壁画が、軽やかで新しい雰囲気を醸し出している（公式サイトに劇場内の写真）。

### 厩舎の整備
王政時代、馬は簡単な仕切りで一頭ずつ壁に向かって一列につながれていたが、バルタバスは、馬がある程度動けるよう、ボックスと呼ばれる扉付きの囲いを考案し、つながずに馬を入れ、通路側に一角獣の角をイメージした縦長の照明を取り付けた。

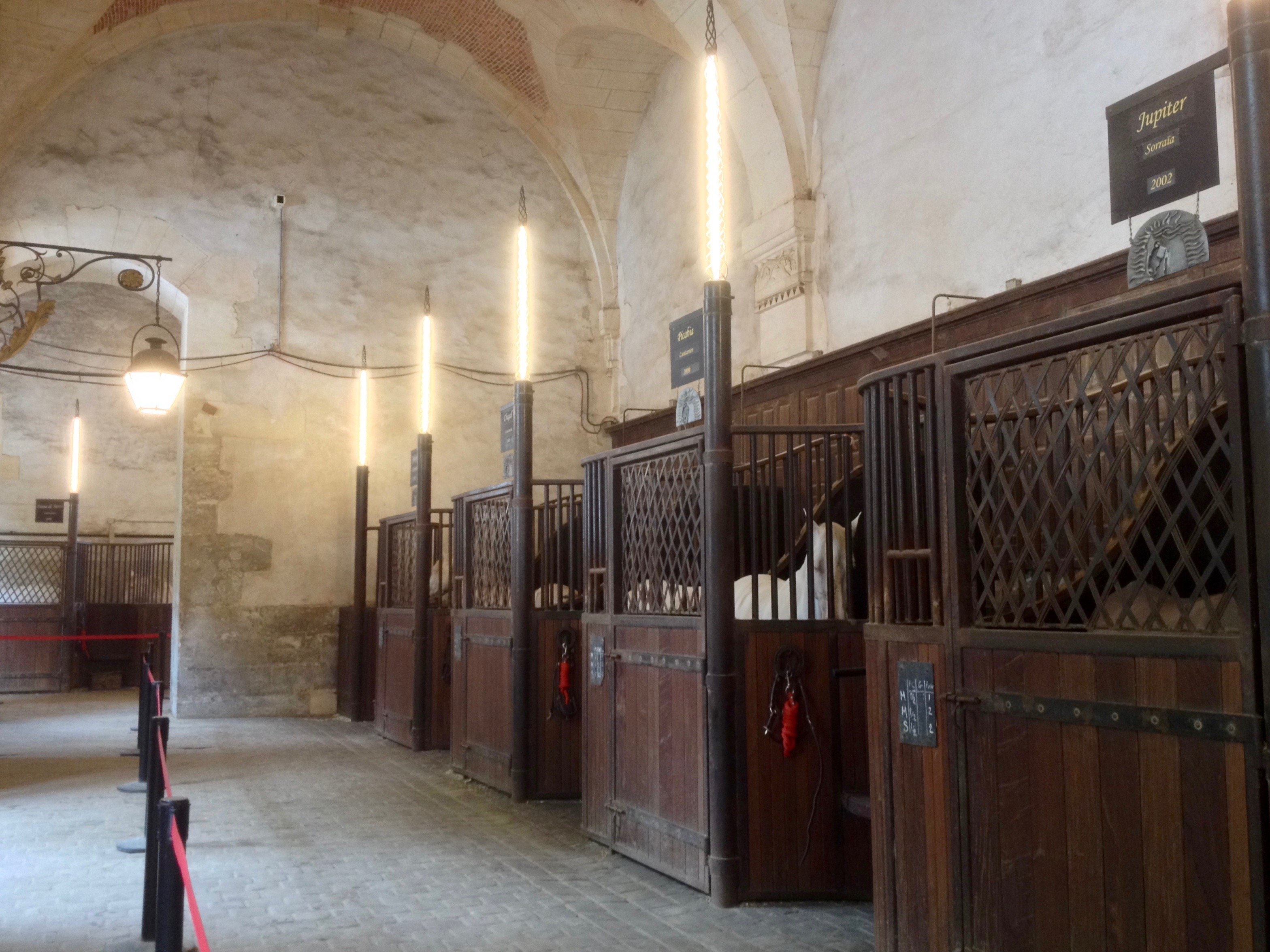
厩舎
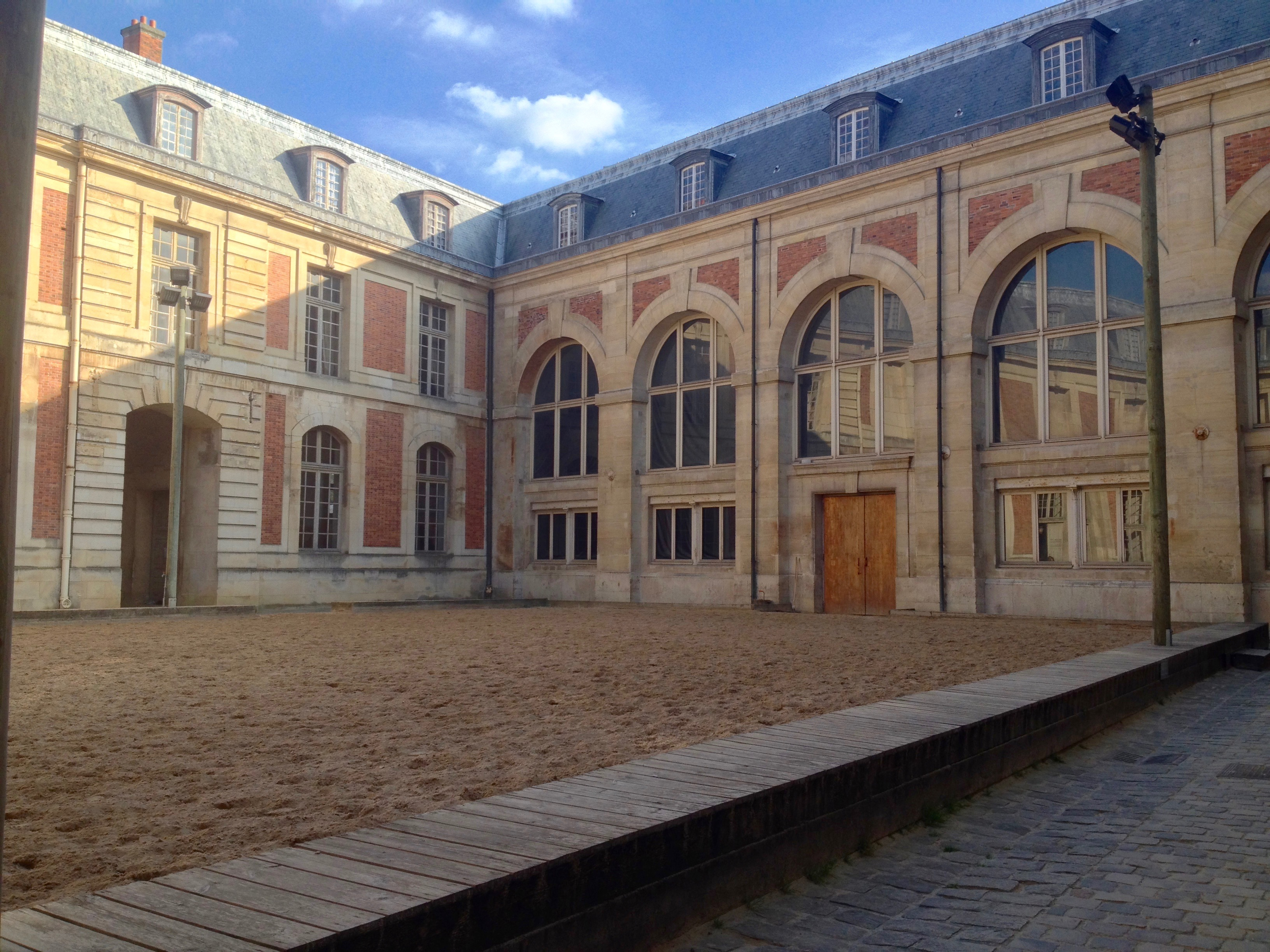
奥の中庭の馬場
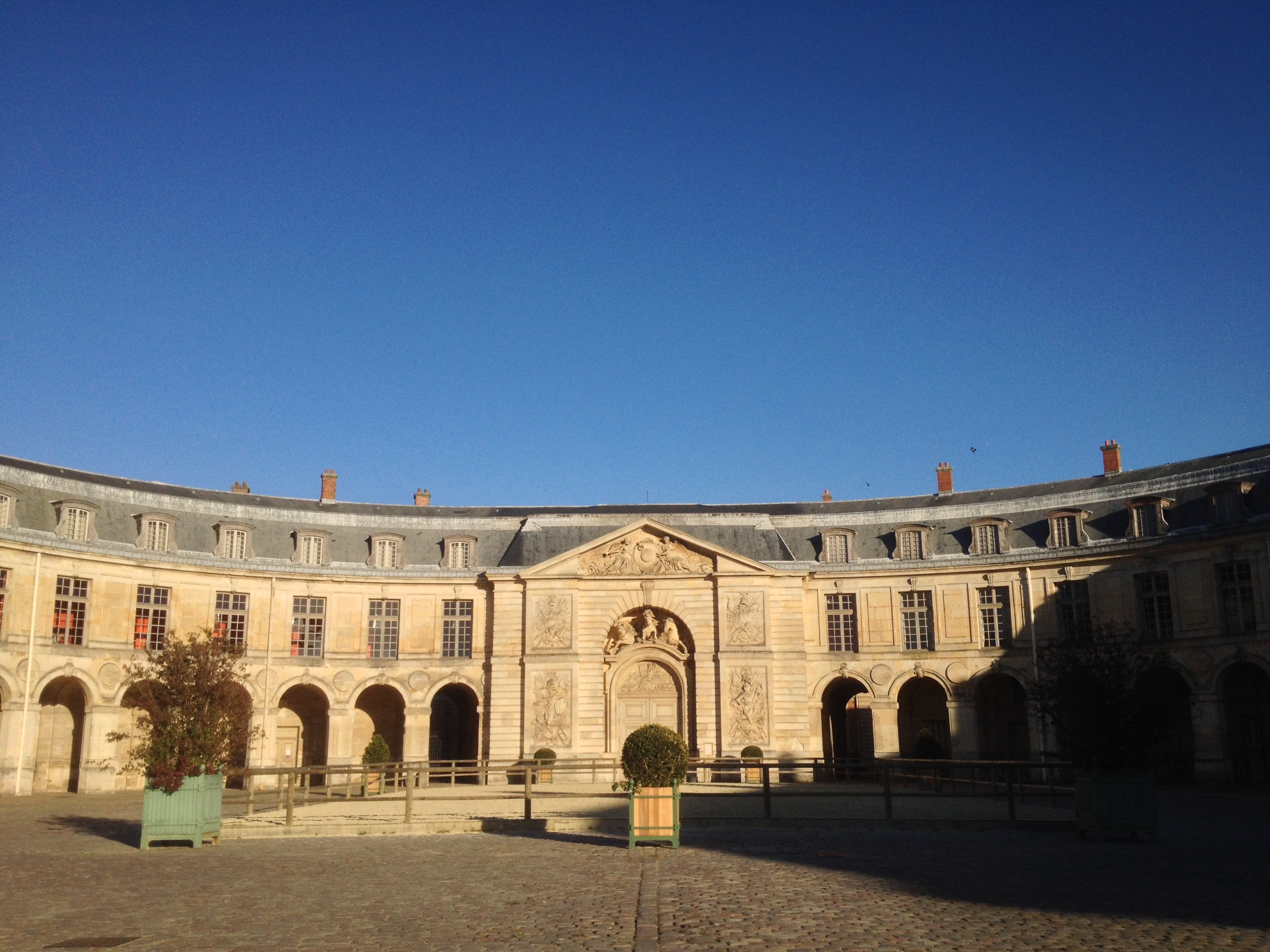
大厩舎正面の馬場
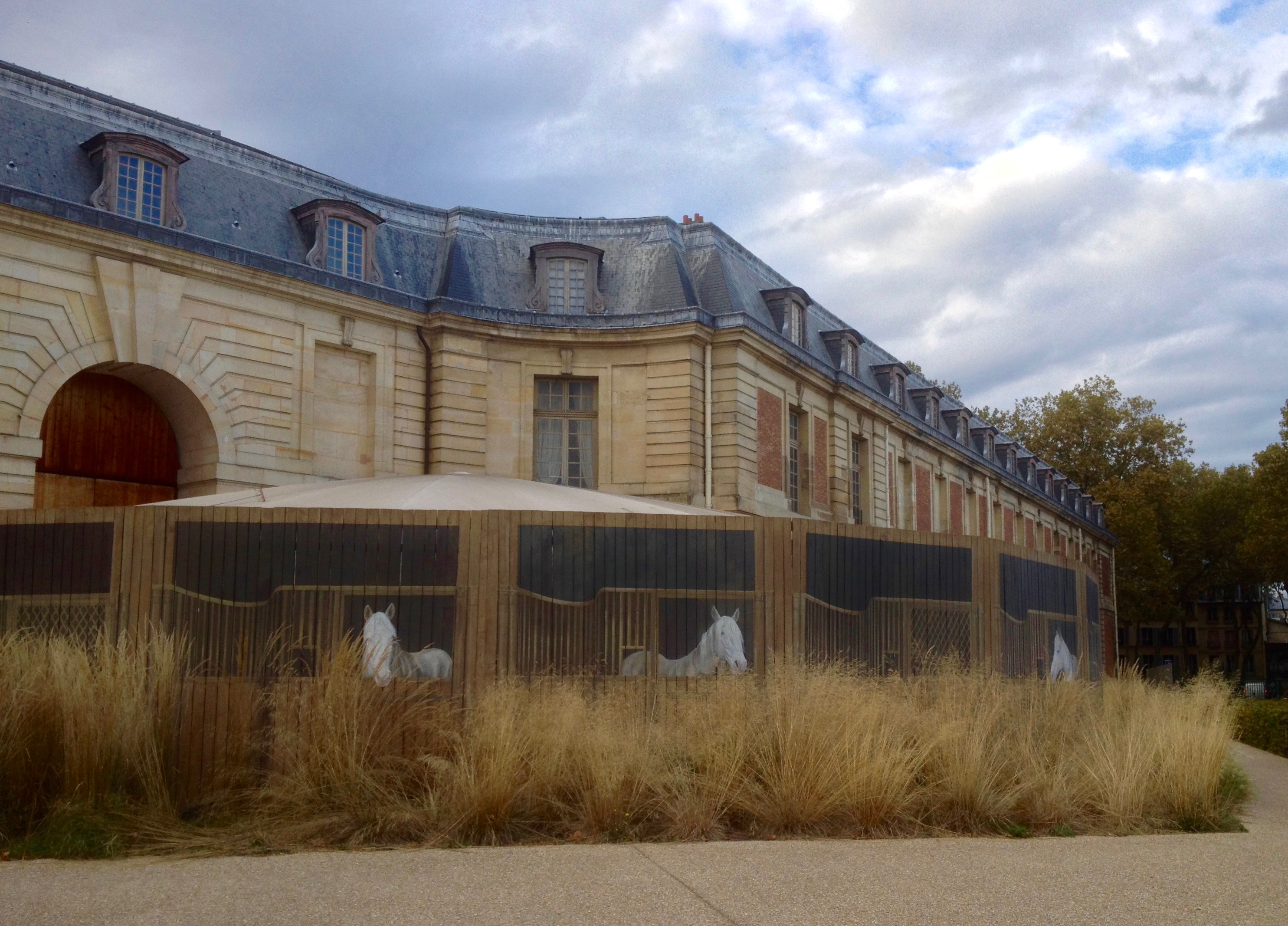
劇場裏の馬の出入り口を隠すだまし絵

### 開校
2003年、ヴェルサイユ馬術アカデミーが開校。
以来、乗馬の技術と共に、ダンス、歌、フェンシング、弓道などの高度な技も身につけたアーティストの育成と、馬と人が共鳴しあうステージの創作発表を行っている。
バルタバスの言葉：「新しいジャンルの学校、学び舎であり創作集団でもある場を創りたかった。そこは、「共に生きる」という哲学のもと、馬が我々に、互いを尊重しながら延々と続く動きの中で一緒に作業することを教えてくれる、学則や学歴に縛られない学校である。このアカデミーは、高度な技を持つ騎手兼芸術家を育てる場であると同時に、人を美しく開花させる場でもありたい。単にその技術や知識を披露することを目指すつもりはない。」

## 見学、観劇のプログラム
チケットは直接窓口で当日購入、もしくはオンラインで（公式サイト内にあるオンライン購入ページは以下。）購入可。
http://acadequestre.fnacspectacles.com/recherche/recherche.do?codins=ACAVE&sortBy=date_down
現在、以下の３種類の見学が実施されている。
- Les Visites du Patrimoine （「文化財の見学」）厩舎や劇場内の自由見学。水曜日と土曜日の午後。有料。
- Les Matinales des écuyers（「騎手たちの朝課」）学期中、厩舎内の作業や馬場での練習の様子などが見学できる。午前中。20分ごとに出発するガイド付きツアー。有料。
- 劇場でのステージの鑑賞　有料。鑑賞後に厩舎内を見学でき、ステージから戻って来る馬や騎手の姿を見ることができる。

### これまでの上演演目
2017 La Voie de l'écuyer-Opus 2017
2016 La Voie de l’écuyer -Opus 2016
2015  David Penitente
2014  Nuit de Chine
Métamorphoses
2011  We were horses
2010  Charivari équestre
2009  Liturgie équestre
2008  Les Juments de la nuit
Partitions équestres
2006  Récital équestre
2005  Voyages aux Indes galantes
2004  Le Chevaliers de Saint-George - Un africain à la cour

## 大厩舎の歴史
大厩舎は、ルイ14世時代、1679年から1682年にかけ、王の第一建築家であるジュール・アルドゥアン＝マンサールによって建てられた。
馬術は貴族の教育の重要な一環とされ、建設当初から、王の従者を貴族の子弟から育成する学校が入っており、同時期にルイ14世が開校した馬術曲芸のための学校もあった。
1787年には二千頭以上の馬がいたが、フランス革命を境に一気に廃れ、ナポレオン1世時代に再び馬と人が厩舎に戻ってきたものの、居住期間が短かったこともあり、繁栄は長くは続かなかった。
1913年、大厩舎がフランス文化財に指定される。
1945年から1970年にかけて修復が続く。
1895年に馬車博物館（現在の馬車ギャラリー）が開館。
2003年にヴェルサイユ馬術アカデミーが開校。
このころからヴェルサイユ市の資料館が、大厩舎南翼の元住居部分を開放して、不定期に展覧会を開いている。
2007年から馬車博物館が拡張工事のため閉館し、2016年に馬車ギャラリーとしてオープン。

### 大厩舎の建築の特徴
- 建物は左右対称で、中央に柱廊を構える。
- 正面の扉奥が、長方形の屋内馬場があったところで、現在は馬術アカデミーの劇場になっている。
- 北（左）側に馬術アカデミーに属する厩舎、南（右）側は厩舎の内装を生かして馬車を展示する馬車ギャラリーとなっている。
- 厩舎は赤煉瓦によるアーチ型の天井を持ち、冬期に備えて壁が大変に厚い。
- 建物は５つの中庭を擁する。そのうち正面入り口の庭と、建物左奥の中庭には、馬術アカデミーの生徒のために馬場が新しく設けられ、練習風景を見ることができる。

#### ヴェルサイユ壁画学校とのコラボレーション
2012-2013、劇場裏の馬の出入り口を隠すパネルに、ヴェルサイユ壁画学校の協力により、厩舎の馬の絵が描かれた。
クレジット：Une Création de Cathérine Feff, réalisée avec l'École d'Art Mural de Versailles, K del Corral, H. Faivre, M. Retif et la promotion 2012-2013

### 大厩舎の他の施設
- 馬車ギャラリー
- ヴェルサイユ市資料館

## 協賛
ヴェルサイユ宮殿の全面的な協力を得つつ、以下からも協賛を受けている。
フランス文化省
ヴェルサイユ市
ヴェルサイユ観光案内所